# Memorando de Wye River
O Memorando de Wye River foi um acordo negociado entre Israel e a Autoridade Palestina para implementar o acordo provisório antes de 28 de Setembro de 1995. Mediado pelos Estados Unidos, no Aspen Institute Wye River Conference Centers perto de Wye River, Maryland, foi assinado em 23 de outubro de 1998.
Clinton abriu a cúpula no isolado Centro de Conferências Wye River em 15 de outubro e retornou pelo menos seis vezes ao local para pressionar Netanyahu e Arafat para finalizar o negócio. No esforço final para conseguir fazer com que Netanyahu e Arafat superam-se os obstáculos, Clinton convidou o Rei Hussein, que havia desempenhado um papel passado para aliviar as tensões entre os dois homens, para participar nas conversações.
No último dia das negociações, o acordo quase caiu completamente. O primeiro-ministro israelense Benjamin Netanyahu pediu ao presidente Bill Clinton para liberar Jonathan Pollard, um oficial da inteligência naval americana que tinha sido condenado a uma sentença de prisão perpétua desde 1985 por dar informações classificadas para Israel. A divergência surgiu amarga, com Netanyahu, alegando que Clinton tinha prometido a liberação de Pollard e Clinton dizendo que ele só tinha prometido a "rever" o caso. Também foi relatado que o então diretor da CIA, George Tenet, tinha ameaçado demitir-se se Pollard fosse liberado.
O acordo foi finalmente assinado por Netanyahu e o Presidente da OLP, Yasser Arafat, na Casa Branca, com o presidente Clinton desempenha um papel fundamental como testemunha oficial.
Em 17 de novembro de 1998, os 120 membros do parlamento de Israel, o Knesset, aprovaram o Memorando de Wye River por uma votação de 75-19.
Com a eclosão da Intifada de Al-Aqsa, em setembro de 2000 e os contra-ataques pelas Forças de Defesa de Israel, acordos de Wye River e metas permanecem sem ser implementadas.